# Ruprecht von Stotzingen

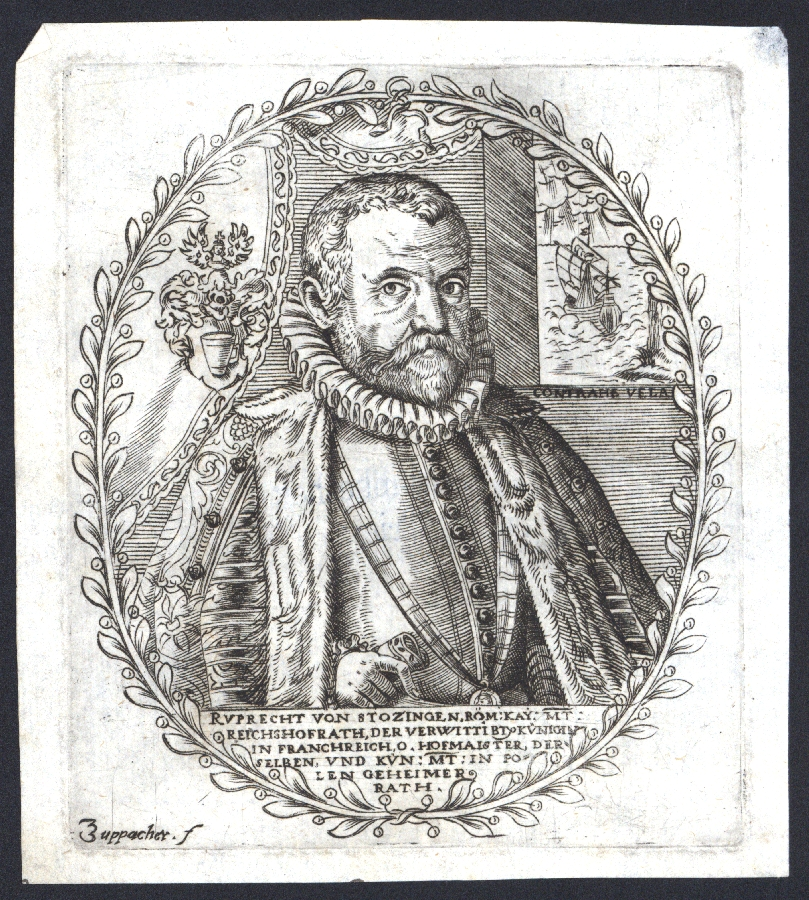
Ruprecht von Stotzingen

Ruprecht Ernst von Stotzingen (auch Stoczing, Ruppert) (* um 1540; † 24. Mai 1600) entstammte dem südwestdeutschen Adelsgeschlecht der Stotzingen und war niederösterreichischer Beamter.
Ruprecht Ernst von Stoczingen entstammte der Linie Altensperg (Altenberg, Gemeinde Syrgenstein). Seine juristischen Studien absolvierte er in Bologna und in Freiburg i.Br. Von 1562 bis 1569 arbeitete er im Reichskammergericht von Speyer. Er war auch kaiserlicher Geheimrat und Oberhofmeister der Königin Elisabeth von Frankreich.
1569 traf Ruprecht in Wien ein, wo er bis zu seinem Tod im Dienst der Habsburger stand, ab 22. Juni 1592 als Statthalter von Niederösterreich. 1588 erhielt er das Prädikat Edler Lieber Getreuer im Ritterstand, 1591 wurde er Reichshofrat und am 28. Juli selben Jahres in den Reichsfreiherrenstand erhoben. Am 30. September 1592 wurde Ruprecht Freiherr von Stoczingen zu Altensperg in den niederösterreichischen Herrenstand aufgenommen.
Ruprecht stiftete um 1578 sein Stadthaus in Mengen nahe der Martinskirche für das Frauenkloster "Zur Dornenkrone". Weil nur noch zwei Schwestern im Kloster lebten und deren Lebenswandel für Kritik sorgte, wurde das Kloster um 1608 von Bischof Jakob Fugger aufgehoben.
Ruprecht bekam vom  Kaiser Rudolf II. ein Gebiet am Leithagebirge bei Hornstein als Lehen und gründete ab 1583 die nach ihm benannte Ortschaft Stotzing. Die ersten Siedler kamen aus seiner schwäbischen Heimat.
Ruprecht Ernst von Stotzingen heiratete Magdalena von Püchler (nach 1569), Tochter des Leonhard Püchler (Pichler) von Weiteneck, mit der er zwei Söhne und drei Töchter hatte. Er starb am 24. Mai 1600 und wurde bei seiner Frau in der Franziskanerkirche in Wimpassing begraben.